# Partido Demócrata Gay/Lésbico - El Partido Cívico
El Partido Demócrata Gay/Lésbico - El Partido Cívico (en alemán: Demokratische Schwul / Lesbische Partei - Die Bürgerpartei, DSLP) era un partido político LGBT minoritario en Alemania.

## Historia
Fue fundado por el autoproclamado exsimpatizante del Partido Nacionaldemócrata de Alemania (NPD), Thomas Mosmann. Según la prensa, el programa del partido de 2013 abogó por la reintroducción de controles fronterizos, la asimilación de inmigrantes, la represión de la posesión de drogas y el crimen, y la deportación de extranjeros criminales. En el mismo programa, el DSLP también abogó por los derechos de los animales, un ingreso básico universal, el reconocimiento del matrimonio entre personas del mismo sexo, la legislación contra la discriminación LGBT y el cese de todos los pagos de reparación por la Segunda Guerra Mundial.
El DSLP adoptó un nuevo programa de partido en 2014 que eliminó todos los elementos nacionalistas y se centró más en la igualdad; posterior a ello Thomas Mosmann renunció a todos los cargos en el partido. En marzo del mismo año el DSLP presentó la solicitud para presentar listas de candidatos a las elecciones para el Parlamento Europeo que se realizarían en mayo; finalmente las autoridades rechazaron la solicitud y el partido no pudo presentarse a dichos comicios.